# Casal Sancho

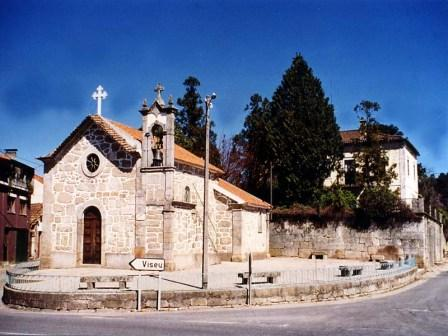
Capela de Santa Luzia

Casal Sancho é uma aldeia da Freguesia de Santar, Município de Nelas, Distrito de Viseu. Casal Sancho está situado no planalto Beirão entre a Serra da Estrela e Serra do Caramulo e é uma pequena, mas bonita e calma aldeia rodeada de belas paisagens.

## História
Casal Sancho adquiriu vários topónimos, entre eles, Casali de Sancho, em 1258, Casal de Sanche, em 1527 e Casal Sancho em 1700.

## Festa de Santa Luzia

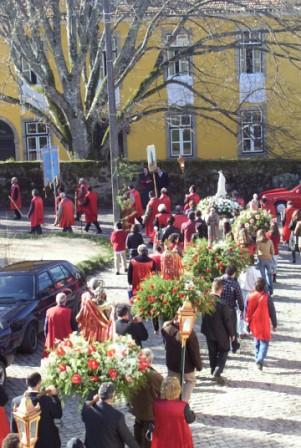
Procissão

A Festa/romaria de Santa Luzia realiza-se no dia 13 de Dezembro. A Festa/Romaria é realizada pelos mordomos, que todos os anos são indicados pelos seus antecessores. Realiza-se na Capela de Santa Luzia e tem a vertente religiosa e a vertente festiva. A vertente religiosa consiste na realização de uma missa e com a respectiva procissão pelas ruas da aldeia de Casal Sancho. As ruas da aldeia são todas enfeitadas, criando-se no chão uma carreira de flores presente por todo o trajecto da procissão, indicando por onde a procissão irá passar. Da parte da tarde realiza-se a parte mais festiva, com a presença de ranchos e com a Banda de Santar.
Esta será porventura a festa/romaria mais popular da nossa freguesia. Consegue juntar muitas pessoas da Aldeia de Casal Sancho, bem como das povoações vizinhas. A sua realização perto do Natal permite a presença de alguns emigrantes, que antecipam o seu regresso para estarem presentes no dia de Santa Luzia.
Para além do sucesso que tem junto da população, esta festa/romaria é também um sucesso a nível financeiro, permitindo assim aos mordomos ter a Capela sempre em bom estado e sempre engalanada pelas mais belas flores. Financeiramente é a festa/romaria mais rentável de toda a freguesia.